# Anette Rückes
Anette Rückes, później Vater i Hülsdünker (ur. 19 grudnia 1951 w Bad Marienbergu) – niemiecka lekkoatletka specjalizująca się w biegach sprinterskich, uczestniczka letnich igrzysk olimpijskich w Monachium (1972), brązowa medalistka olimpijska w biegu sztafetowym 4 × 400 metrów. W czasie swojej kariery reprezentowała Republikę Federalną Niemiec.

## Sukcesy sportowe
- dwukrotna brązowa medalistka mistrzostw RFN w biegu na 400 metrów – 1971, 1972[1]

| Rok  | Miasto    | Zawody                    | Konkurencja              | Wynik         |
| ---- | --------- | ------------------------- | ------------------------ | ------------- |
| 1971 | Sofia     | Halowe mistrzostwa Europy | sztafeta 4 × 2 okrążenia | srebrny medal |
| 1971 | Helsinki  | Mistrzostwa Europy        | sztafeta 4 × 400 m       | srebrny medal |
| 1972 | Monachium | Igrzyska olimpijskie      | sztafeta 4 × 400 m       | brązowy medal |

## Rekordy życiowe
- bieg na 400 metrów – 53,10 (1972)